# 게오르크 두비슬라프 루트비히 폰 피르히
게오르크 두비슬라프 루트비히 폰 피르히(Georg Dubislav Ludwig von Pirch, 1763년 12월 13일 – 1838년 4월 3일)는 프로이센 중장으로, 나폴레옹 전쟁에 참전하여 라이프치히 전투와 워털루 전투에 참가했다. 그는 동생인 오토 카를 로렌츠 폰 피르히와 구별하기 위해 가끔 피르히 1세로 불린다.

## 생애
게오르크 두비슬라프 루트비히 폰 피르히는 1763년 12월 13일 마그데부르크에서 태어났다.
1775년에 피르히는 프로이센군에서 경력을 시작하여 헤센-카셀 45번 보병 연대의 사관생도가 되었다. 1787년에는 프로이센의 네덜란드 침공에서 활약했고, 1793년에는 마인츠 포위전에 참전했다. 1806년 예나 전투에서 프로이센이 패배한 후 2년 동안 프랑스의 포로가 되었다. 제6차 대프랑스 동맹이 시작되자 피르히는 1813년 4월 여단장으로 임명되었다. 보헤미아군 소속으로 뤼첸, 바우첸 전투, 드레스덴 전투, 쿨름 전투에서 싸웠고, 소장으로 진급하며 철십자 훈장 2개 등급을 모두 받았다. 라이프치히 전투에서는 그의 여단이 큰 손실을 입었음에도 불구하고 프로프스트하이다 마을 점령을 이끌었다. 이 전투에서의 역할로 그는 참나무 잎이 달린 푸르 르 메리트와 러시아 성 안나 훈장 1급을 받았다. 1814년에는 블뤼허의 지휘 아래 라온 전투에 참전했다.
1815년 5월, 프로이센 제2군단장 카를 루트비히 폰 보르슈텔 장군은 봉기한 작센 부대에 대한 거친 처우에 항의하다가 본국으로 송환되었다. 피르히가 그를 대신하여 군단장이 되었다. 워털루 전역이 시작될 때 피르히의 지휘 아래 제2군단은 3만 명의 병사와 장교로 구성되어 있었다. 이 군단은 6월 16일 리니 전투에서 격렬하게 교전하여 약 6천 명의 사상자와 비슷한 수의 탈영병을 냈다. 6월 18일, 피르히의 군단은 뷜로우의 제4군단을 따라 우아브르를 출발하여 결국 워털루 전투에서 나폴레옹의 측면에 도달했다. 피르히의 선두 부대인 제5보병여단은 플랑스누아 마을을 둘러싼 격렬한 전투에 합류했다. 피르히의 제2군단 중 일부만이 전투에 참가했으며, 상당 부분은 진흙탕 도로에 발이 묶였다. 전투 후 피르히는 그루시의 군대가 우아브르에서 후퇴하는 것을 저지하는 임무를 맡았지만, 그의 병사들의 피로와 정찰 부족으로 인해 나뮈르에 대한 공격은 실패했다. 워털루 이후 피르히는 제2군단 지휘권을 프로이센의 아우구스트 왕자에게 넘겼다.

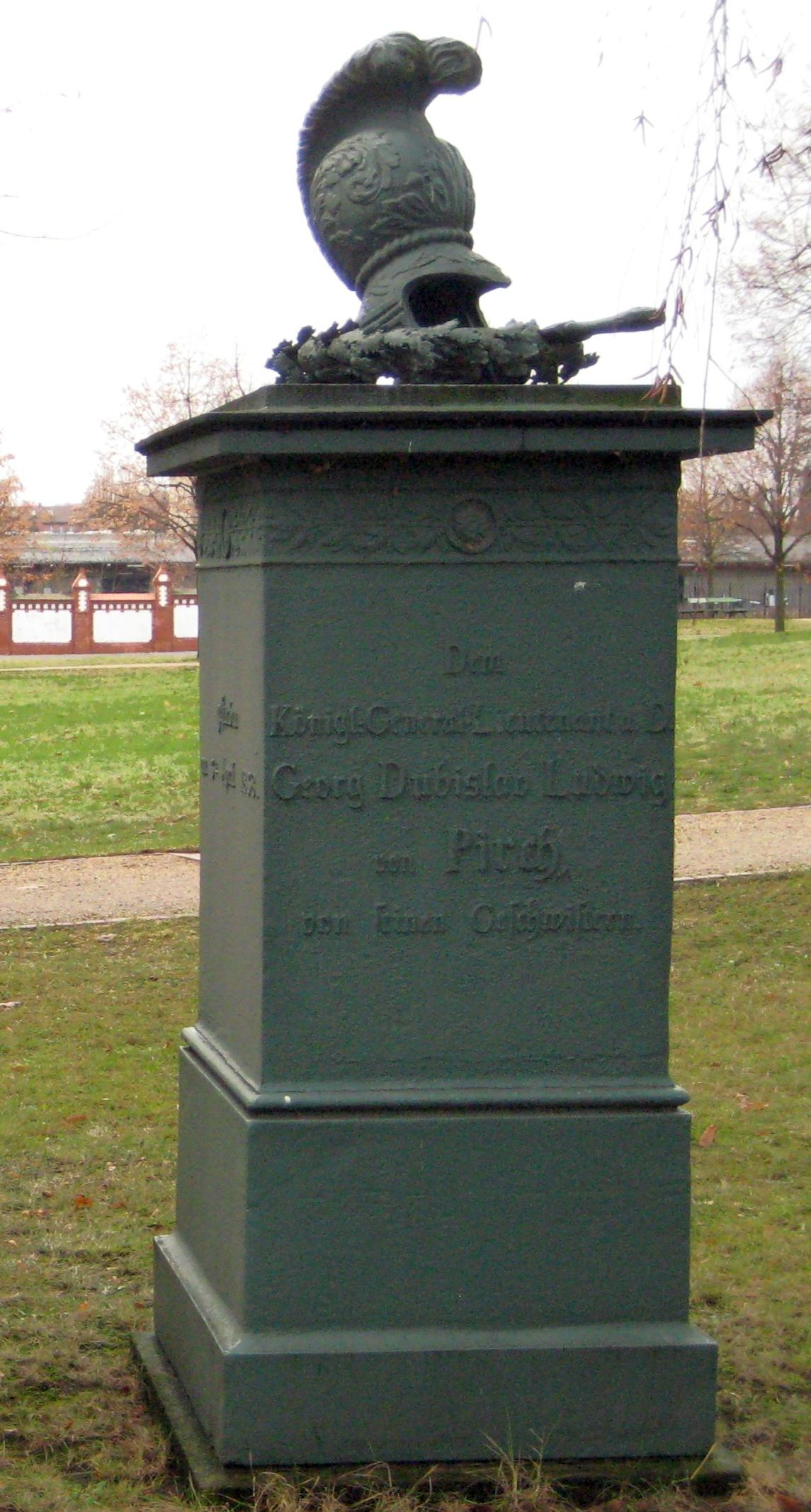
용사 묘지에 있는 피르히의 묘

전쟁이 끝난 후 피르히는 중장으로 진급하고 4,000 탈러의 선물과 참나무 잎이 달린 적수리 훈장 1급 및 러시아 성 게오르기 훈장 3급을 포함한 여러 상을 받았다. 그는 증가하는 난청으로 인해 복무 부적합 판정을 받아 1816년에 퇴역했다. 피르히는 1838년 4월 3일 베를린에서 사망했다.

## 평가
프로이센 장군 아우구스트 폰 노스티츠는 피르히를 하급 지휘관으로서 더 적합한 인물로 평가했는데, 그는 자신의 명령을 제대로 수행하겠지만 상황과 더 큰 목표를 고려하여 독립적으로 행동할 필요는 없었을 것이라고 했다.

## 참고 자료
- Hofschroer, Peter (2005). 《Waterloo 1815: Quatre Bras: Quatre Bras》. Pen and Sword. ISBN 9781473801240.
- Smith, Digby (2011). “Prussian Generals of the Napoleonic Wars 1793-1815: Pirch, Georg Dubislav Ludwig von (Pirch I)”. The Napoleon Series. 2019년 1월 9일에 확인함.
- Summerville, Christopher (2014). 《Who was Who at Waterloo: A Biography of the Battle》. Routledge. ISBN 9781317868187. 2019년 1월 9일에 확인함.